# Kernel Holding
Kernel Holding ist ein ukrainischer Agrikulturkonzern. Formell befindet sich der Sitz des Unternehmens in Luxemburg; die operative Leitung erfolgt jedoch aus Kiew. Das Unternehmen ist der weltgrößte Erzeuger und Exporteur von Sonnenblumenöl sowie der größte Getreideerzeuger und Getreideexporteur der Ukraine.:7
Die Aktivitäten des Unternehmens erstrecken sich entlang der gesamten landwirtschaftlichen Wertschöpfungskette; sie umfassen neben dem Anbau von Getreide und Ölsaat sowie dem Betrieb von Ölmühlen auch agrarische Logistikprozesse (bspw. Betrieb von Silos zur Getreidespeicherung, Getreidewaggons sowie Exportterminals zum Transport per Schüttgutfrachter).
Die Aktie des Unternehmens wird seit November 2007 an der Warschauer Wertpapierbörse gehandelt und war bis 2023 in deren Leitindex WIG30 enthalten. Der Grund hierfür war ein Rückzug von der Börse, vermutlich wegen des Einmarsches der russischen Armee in die Ukraine. 
Der Unternehmensgründer, Hauptaktionär und Chairman of the Board Andrij Werewskyj (Андрій Веревський) war zunächst für die Allukrainische Vereinigung „Vaterland“ und später für die Partei der Regionen Abgeordneter im ukrainischen Parlament und dort mehrfach Mitglied des Agrarausschusses. Im Jahr 2013 verlor er sein Mandat durch Verwaltungsgerichtsentscheid, da sich seine Abgeordnetentätigkeit bei zeitgleicher leitender Tätigkeit für Kernel nicht mit der Verfassung vereinbaren ließ.
Werewskyjs Name taucht zudem in den Paradise Papers auf.

## Geschichte

### Vorgeschichte
Seit dem Jahr 1995 betrieb Andrij Werewskyj in Poltawa in der Zentralukraine einen agrarwirtschaftlichen Handelsbetrieb, der sich vornehmlich mit dem Getreideexport befasste.
Im Jahr 1998 erfolgte der Kauf eines ersten Getreidehebers.
Ab dem Jahr 2001 begann die Aufnahme der landwirtschaftlichen Produktion durch die Gründung von Unternehmen in den Oblasten Poltawa, Odessa und Tscherkassy; zugleich wurden weitere Getreidespeicher in Mykolajiw, Kirowohrad, Odessa und Tscherkassy erworben.
Im Jahr 2002 erwarb das Unternehmen eine Ölmühle in Poltawa, wodurch ihm erstmals die Erzeugung von Sonnenblumenöl möglich wurde.
Im Jahr 2003 erfolgte die Zusammenführung der bis dahin separat geführten Unternehmungen in eine Konzernstruktur, die Kernel Group.
Im Jahr 2004 erwarb das Unternehmen die Rechte an der Sonnenblumenöl-Marke Schedry Dar sowie eine Abfüllanlage im Oblast Luhansk im Osten der Ukraine, wodurch das Unternehmen erstmals auf dem Endkundenmarkt aktiv wurde. Zudem erwarb Kernel weitere Getreidesilos und expandierte innerhalb der Ukraine durch die Eröffnung regionaler Zweigniederlassungen.

### Unternehmensgründung
Am 15. Juli 2005 erfolgte der Eintrag der Kernel Holding S.A., der heutigen Konzernmutter ins Registre du commerce et des sociétés, das luxemburgische Handelsregister.
Ab 2005 begann auch die internationale Expansion des Unternehmens mit der Eröffnung einer Vertriebsniederlassung für die Marke Schedry Dar in Moskau. Zeitgleich erfolgte der Markteintritt in weiteren Ländern der ehemaligen Sowjetunion. Die Ölmühle in Poltawa wurde zudem um eine Abfüllanlage mit einer Kapazität von 350 Tonnen Sonnenblumenöl täglich ergänzt.
Im Jahr 2006 erwarb Kernel die Vermögensgegenstände des Konkurrenten Eurotek mit Ölmühlen in Wowtschansk und Prykolotne, 13 Silos mit einer Gesamtkapazität von 650.000 Tonnen sowie 22.000 Hektar (gepachtetes) Ackerland. Kernel wurde dadurch zum größten Agrarunternehmen der Ukraine.

### Börsengang
Im November 2007 erfolgte der Börsengang des Unternehmens an der Warschauer Wertpapierbörse. Bei der Erstplatzierung wurden 22,76 Millionen Aktien (davon 16,7 Mio. Junge Aktien) zu einem Emissionspreis von 9,77 US-Dollar in Umlauf gebracht. Der Emissionserlös betrug insgesamt 220 Mio. US-Dollar. Kernel ist damit – nach dem IPO von Astarta Holding S.A., einem Zucker- und Getreideproduzenten im Jahr 2006 – das zweite ukrainische Unternehmen, das an der GPW gelistet ist.

### Expansion
Im Jahr 2008 erwarb das Unternehmen mit dem Transbulk-Terminal das zweitgrößte Hafenterminal der Ukraine im Hafen von Tschornomorsk und erhöhte zudem seine landwirtschaftliche Nutzfläche auf 80.000 Hektar. Die Finanzierung erfolgte zum Teil durch eine Kapitalerhöhung.
Im Jahr 2010 übernahm Kernel 94 % der Aktien des Konkurrenten Allseeds.
Im Jahr 2011 erwarb das Unternehmen eine weitere Ölmühle in unmittelbarer Nachbarschaft zum Getreideterminal in Tschornomorsk und konnte zudem seinen Landbesitz auf 230.000 Hektar vergrößern. Im gleichen Jahr erwarb der Kernel zudem das russische Unternehmen Russian Oils, was die erste ausländische Unternehmung des Konzerns im produzierenden Sektor darstellte. Durch die Übernahme der Aktienmehrheit an Ukrros, dem seinerzeit drittgrößten Zuckerhersteller des Landes, erwarb Kernel zudem weitere Ackerflächen und Getreidespeicher sowie vier Zucker-Raffinerien mit einer Gesamtverarbeitungskapazität von 22.000 Tonnen Zuckerrüben pro Tag.
Im Jahr 2012 errichtete das Unternehmen ein Joint Venture mit dem Wettbewerber Glencore zum Betrieb eines Getreideterminals im Tiefwasserhafen Taman in Russland. Das Terminal hat eine Exportkapazität von 3 Mio. Tonnen jährlich.
Durch die Übernahme von Druzhba Nova im Jahr 2013 wuchs der Landbesitz des Konzerns auf 400.000 Hektar.
Zudem beschloss das Unternehmen den Ausstieg aus dem Zuckergeschäft. Die Raffinerie in Tschortkiw wurde 2013 an Pfeifer & Langen, jene in Nowoorschyzke an Astarta verkauft; die Stilllegung der verbleibenden Anlagen in Sloboschanske (Tsukrove LLC) und im Oblast Tscherkassy (Palmirsky sugar refinery LLC) folgte bis 2016.
Im Jahr 2016 erwarb Kernel eine weitere Ölmühle im Oblast Kirowohrad mit einer jährlichen Verarbeitungskapazität von 560.000 Tonnen Sonnenblumenkerne. Zeitgleich veräußerte das Unternehmen zwei weniger profitable Ölmühlen in Ust-Labinsk und Georgijewsk im Süden Russlands, nachdem bereits im Jahr 2014 die Ölmühle in Newinnomyssk verkauft worden war. Diese Anlagen hatte das Unternehmen im Rahmen der Übernahme von Russian Oils im Jahr 2011 erworben.
Im Jahr 2017 übernahm Kernel Ukrainian Agrarian Investments (UAI) und Agro Invest Ukraine. Die landwirtschaftlichen Produktionsflächen des Unternehmens wuchsen damit auf insgesamt über 600.000 Hektar.
Seit der Liberalisierung des ukrainischen Eisenbahnmarktes im Jahr 2018 hat Kernel eine eigene Flotte von Getreidewaggons zum Gütertransport auf der Schiene aufgebaut.:22 Zudem gab das Unternehmen im Jahr 2018 bekannt, bis Ende 2020 im Hafen von Tschornomorsk das TransGrain-Terminal, ein weiteres Getreideterminal, in Betrieb nehmen zu wollen, welches eine jährliche Exportkapazität von 4 Mio. Tonnen aufweisen soll. Im selben Jahr wurde darüber hinaus bekannt, dass Ermittler des ukrainischen Inlandsgeheimdiensts SBU Dokumente des Unternehmens beschlagnahmt hatten, da Kernel an illegalen Geldtransfers ins Ausland beteiligt gewesen sein soll, um so Umsatzsteuern und Zölle zu vermeiden.
Im März 2020 wurde bekannt, dass das Unternehmen seine Beteiligung am Getreideterminal im Hafen von Taman an die russische VTB Group veräußert hat, nachdem Kernel sein Exportkontingent von 1,8 Mio. Tonnen bereits 2018 für 7,8 Mio. US-Dollar an ein Drittunternehmen übertragen hatte.
Die russische Regierung hatte das Unternehmen zuvor mit Wirtschaftssanktionen belegt. Neben dem Unternehmen selbst gehörten mit dem CEO Ievgen Osypov und dem Hauptaktionär und Chairman of the Board Andrii Verevskyi auch zwei der Führungskräfte des Unternehmens zur Liste der sanktionierten Unternehmen und Personen.
Mit dem Verkauf der Beteiligung am Taman-Terminal wurde der vollständige Rückzug des Konzerns vom russischen Markt abgeschlossen.

### Kontroverser Rückkauf durch Unternehmensgründer
Am 1. September 2023 kaufte die durch den Unternehmensgründer Andrii Verevskyi kontrollierte Namsen Limited zu einem Preis von 0,27 USD Anteile am Unternehmen über eine Kapitalerhöhung. Bei Kauf der Aktien wurden diese an der Börse für etwa 2,6 USD gehandelt. Damit Stieg der Anteil von Namsen auf 94 %.
Andere Anteilseigner des Unternehmens fühlten sich hierdurch benachteiligt. Aktuell wird geprüft, ob ein Gerichtsverfahren angestrengt wird.

## Geschäftsfelder
Das Geschäftsmodell des stark vertikal integrierten Konzerns ist entlang dreier Segmente ausgerichtet.

### Landwirtschaftlicher Ackerbau
Kernel ist mit einer Gesamtanbaufläche von 514.000 Hektar der größte Agrarproduzent der Ukraine. Die bewirtschafteten Ackerflächen befinden sich vornehmlich in Gegenden mit hohem Vorkommen fruchtbarer Schwarzerde in der West-, Zentral- und Nordukraine.:28
Etwa 51 % der Ackerfläche dient dem Anbau von Mais; 30 % entfallen auf Sonnenblumen und 15 % auf Winterweizen. Auf den verbleibenden Flächen werden sonstige Getreidearten angebaut.:28
Nur etwa ein Viertel des Ackerlandes der Ukraine befindet sich im Eigentum des Staats, der Kommunen oder privatwirtschaftlicher Unternehmen. Die verbleibenden 75 % verteilen sich auf Kleinäcker mit Größen zwischen 4 und 10 Hektar, die sich im Eigentum von Privatpersonen befinden. Diese hatten das Land nach dem Zusammenbruch der Sowjetunion zugeteilt bekommen.:26
Seit dem Jahr 2001 besteht in der Ukraine ein (noch bis 2021 gültiges) Moratorium, das den Verkauf landwirtschaftlicher Ackerflächen stark einschränkt. Aufgrund dieser Tatsache sind die meisten Ackerflächen des Unternehmens gepachtet, wobei jeweils die vertragliche Option besteht, die Ackerflächen nach dem Wegfall des Moratoriums käuflich zu erwerben.
Im März 2020 stimmte das ukrainische Parlament für die stufenweise Aufhebung des Moratoriums ab 1. Juli 2021.
Die Pachtgeber des Unternehmens sind bei 90 % der Flächen Privatpersonen und bei 10 % der ukrainische Staat.:28
Das Unternehmen verwendet ausschließlich nicht gentechnisch modifiziertes Saatgut, das vorwiegend aus eigenem Anbau kommt.:29
Kernel verfügt über fünf Forschung und Entwicklungszentren mit insgesamt 1.500 Testfeldern zur Entwicklung und Erprobung neuer landwirtschaftlicher Technologien und Produktionsverfahren.:29
Das Unternehmen verfügt zudem über eigene Anlagen zur Herstellung von Ammoniumnitrat-Harnstoff-Lösung, einem häufig in der Landwirtschaft eingesetzten Düngemittel.:28

### Verarbeitung von Ölsaat
Das Unternehmen ist mit einer Verarbeitungskapazität von 3,5 Mio. Tonnen Sonnenblumenkerne pro Jahr weltweit der größte Hersteller von Sonnenblumenöl; im Geschäftsjahr 2019 wurden 1,6 Mio. Tonnen Öl umgesetzt.:13
Kernel betreibt sieben eigene Ölmühlen in der Ukraine in Poltawa, Wowtschansk, Prykolotne, Prydniprovskyi, Kropywnyzkyj, Bandurka sowie Tschornomorsk und nutzt zudem die (nicht zum Konzern gehörige) Ellada-Ölmühle in Kropywnyzkyj.:8,15
Die im Ackerbau-Segment des Konzerns erzeugte Ölsaat macht etwa 13 % des gesamten verarbeiteten Volumens aus; die verbleibenden 87 % stammen von nicht zum Konzern gehörigen Landwirtschaftsbetrieben.:15
Bei der Verarbeitung werden zunächst die Samenhülsen von den eigentlichen Sonnenblumenkernen getrennt.
Die abgetrennten Hülsen werden entweder als Biomasse energetisch verwertet (Elektrizität oder Prozesswärme) oder aber pelletiert und verkauft.:15
Die Kerne werden anschließend zermahlen und kaltgepresst, wobei einerseits Sonnenblumenöl entsteht und andererseits (entöltes) Sonnenblumenkernmehl als Pressrückstand zurückbleibt. Zur Erhöhung der Ausbeute kann auch eine Heißpressung erfolgen; allerdings ist das so erzeuge Öl von geringerer Qualität.
Das nach dem Pressen verbleibende Mehl wird als proteinreiches Futtermittel in der Schweine-, Rinder- und Geflügelzucht verwendet. Das so entstandene Rohöl wird entweder direkt an weiterverarbeitende Unternehmen verkauft oder zunächst raffiniert und danach für den Verkauf in Flaschen abgefüllt.:15
Etwa 43 % des abgefüllten Öls wird innerhalb des Landes verkauft, unter anderem unter den Markennamen Chumak, Schedryi Dar und Stozhar. Die verbleibenden 57 % werden exportiert – zu den Kunden zählen internationale Einzelhandelsketten wie METRO, Auchan, Walmart und Maxima.:16
Das Unternehmen erweitert seit 2019 alle Ölmühlen mit Ausnahme jener in Prykolotne um Biomasseheizkraftwerke zur direkten energetischen Verwertung der im Produktionsprozess anfallenden Samenhülsen; die vollständige Inbetriebnahme ist für das Jahr 2021 vorgesehen. Die Anlage in Kropyvnytskyi verfügt bereits seit 2009 über eine solche Einrichtung mit einer installierten Turbinenleistung von 1,6 MW, die Elektrizität in das nationale Stromnetz einspeist.:15f
Kernel beabsichtigt, bis Anfang 2021 in Starokostjantyniw im Westen der Ukraine eine weitere Ölmühle mit einer Verarbeitungskapazität von 1 Mio. Tonnen Sonnenblumenkerne pro Jahr in Betrieb zu nehmen, die zudem auch zur Verarbeitung von Sojabohnen und Raps geeignet sein soll.:13,16

### Infrastruktur und Handel

#### Export
Das Unternehmen ist der größte Getreideexporteur der Ukraine. Neben dem Handel mit konzernintern erzeugtem Getreide und Öl exportiert das Unternehmen die Produkte von über 4.000 landwirtschaftlichen Erzeugern.:19 Im Geschäftsjahr 2019 summierten sich die Exporte auf 6,1 Mio. Tonnen Getreide; dies entspricht 12 % des gesamten Getreideexports des Landes.:21
Die größten Exportmärkte sind die Länder der Europäischen Union (58 % der gesamten Exporte), Asien (21 %) und Länder des Nahen Ostens (14 %), gefolgt von Afrika (6 %) und sonstigen Märkten (1 %).:21
Das größte Exportvolumen entfällt auf Mais (67 %), gefolgt von Weizen (26 %), Gerste und anderen Getreiden.

#### Silos
Kernel betreibt das landesweit größte privatwirtschaftliche Netzwerk von Getreidesilos. Diese dienen zur Reinigung, Trocknung und Lagerung des geernteten Getreides. Die 34 Silos des Unternehmens weisen eine Gesamtkapazität von 2,5 Mio. Tonnen auf; die jährlich gelagerte Getreidemenge ist jedoch höher, da in denselben Silos unterschiedliche Getreide gelagert werden können, deren Erntezeitpunkte sich unterscheiden: Die Einlagerung von Weizen beginnt typischerweise im Juli; jene von Mais beginnt wesentlich später und kann bis Dezember fortdauern.:21

#### Schiffstransport
Zum Getreideexport per Massengutfrachter besitzt das Unternehmen das TransBulk-Schüttgutterminal im Tiefwasserhafen von Tschornomorsk mit einer jährlichen Verladekapazität von 4,8 Mio. Tonnen:21.
Im Geschäftsjahr 2019 wurden insgesamt 4,6 Mio. Tonnen Güter verschifft, davon waren 4,2 Mio. Tonnen Getreide; der Rest entfiel auf Sonnenblumenöl und Sonnenblumenkernmehl.:22
Bis zum Jahr 2019 gehörte Kernel darüber hinaus ein kleineres Exportterminal im Hafen von Mykolajiw, welches ausschließlich dem Export von Sonnenblumenkernmehl diente.:22
Das Unternehmen war des Weiteren seit 2012 im Rahmen eines Joint Ventures mit Glencore zu 50 % an einem Getreideterminal im russischen Taman beteiligt. Seit der Aufgabe der eigenen Handelsaktivitäten in Russland im Jahr 2017 hatte das Unternehmen sein Exportkontingent zunächst an ein Drittunternehmen übertragen und seine Beteiligung im Jahr 2020 schließlich an den russischen VTB-Konzern verkauft.
Das Unternehmen beabsichtigt zudem, bis Ende des Jahres 2020 mit dem TransGrainTerminal ein zweites Getreideterminal im Hafen von Tschornomorsk in Betrieb zu nehmen, um die Kapazität der Schiffsexporte um 4 Mio. Tonnen jährlich zu erhöhen.

#### Schienentransport
Güterzüge werden genutzt, um das in (sowohl konzerneigenen als auch fremden) Silos zwischengelagerte Getreide zu den Exportterminals in den Häfen zu transportieren.
Seit dem Einsetzen der Deregulierung des Eisenbahnmarktes in der Ukraine im Jahr 2018 ist das Unternehmen auch Betreiber einer Flotte von Getreidewaggons.
Durch die Anschaffung von 500 fabrikneuen Waggons im Jahr 2018 und die Übernahme des auf Getreidetransporte spezialisierten Eisenbahnunternehmens RTK Ukraine für 64 Mio. US-Dollar im Jahr 2019, in deren Rahmen weitere 2.949 Waggons zum Fahrzeugpark des Unternehmens gelangten, wurde Kernel zum größten privaten Betreiber von Getreidewaggons in der Ukraine.:22

## Konzernstruktur
Die Kernel Holding S.A. hält als Konzernmutter Beteiligungen an mehreren Tochtergesellschaften, vor allem in der Ukraine.
| Gesellschaft               | Sitz der Gesellschaft    | Tätigkeitsfeld                                                                                      | Beteiligung |
| -------------------------- | ------------------------ | --------------------------------------------------------------------------------------------------- | ----------- |
| Jeste S.a.r.l.             | Luxemburg                | Holding                                                                                             | 100 %       |
| Inerco Trade S.A.          | Schweiz                  | Handel mit Sonnenblumenöl, Sonnenblumenschrot und Getreide                                          | 100 %       |
| Restomon Ltd               | Britische Jungferninseln | Handel mit Sonnenblumenöl, Sonnenblumenschrot und Getreide                                          | 100 %       |
| Kernel-Trade LLC           | Ukraine                  | Handel mit Sonnenblumenöl, Sonnenblumenschrot und Getreide                                          | 100 %       |
| Avere Commodities SA       | Schweiz                  | Handel mit Sonnenblumenöl, Sonnenblumenschrot und Getreide                                          | 60 %        |
| Ukragroinvest LLC          | Ukraine                  | Handel mit Sonnenblumenöl, Sonnenblumenschrot und Getreide                                          | 100 %       |
| Poltava OEP PJSC           | Ukraine                  | Ölmühle; Erzeugung von Sonnenblumenöl und Sonnenblumenschrot                                        | 99,7 %      |
| Bandurka OEP LLC           | Ukraine                  | Ölmühle; Erzeugung von Sonnenblumenöl und Sonnenblumenschrot                                        | 100 %       |
| Vovchansk OEP PJSC         | Ukraine                  | Ölmühle; Erzeugung von Sonnenblumenöl und Sonnenblumenschrot                                        | 99,4 %      |
| Prykolotnoe OEP LLC        | Ukraine                  | Ölmühle; Erzeugung von Sonnenblumenöl und Sonnenblumenschrot                                        | 100 %       |
| Kropyvnytskyi OEP PJSC     | Ukraine                  | Ölmühle; Erzeugung von Sonnenblumenöl und Sonnenblumenschrot                                        | 99,2 %      |
| BSI LLC                    | Ukraine                  | Ölmühle; Erzeugung von Sonnenblumenöl und Sonnenblumenschrot                                        | 100 %       |
| Prydniprovskyi OEP LLC     | Ukraine                  | Ölmühle; Erzeugung von Sonnenblumenöl und Sonnenblumenschrot                                        | 100 %       |
| Estron Corporation Ltd     | Zypern                   | Transportlogistik                                                                                   | 100 %       |
| Poltava HPP PJSC           | Ukraine                  | Reinigung, Trocknung und Lagerung von Getreide und Ölsaat                                           | 94 %        |
| Kononivsky Elevator LLC    | Ukraine                  | Reinigung, Trocknung und Lagerung von Getreide und Ölsaat                                           | 100 %       |
| Agro Logistics Ukraine LLC | Ukraine                  | Reinigung, Trocknung und Lagerung von Getreide und Ölsaat                                           | 100 %       |
| Bilovodskyi KHP PJSC       | Ukraine                  | Reinigung, Trocknung und Lagerung von Getreide und Ölsaat                                           | 91,12 %     |
| Hliborob LLC               | Ukraine                  | Ackerbau; Anbau von Mais, Weizen, Sojabohnen, Sonnenblumen, Raps, Futterpflanzen, Erbsen und Gerste | 100 %       |
| Prydniprovskyi Kray ALLC   | Ukraine                  | Ackerbau; Anbau von Mais, Weizen, Sojabohnen, Sonnenblumen, Raps, Futterpflanzen, Erbsen und Gerste | 100 %       |
| Enselco Agro LLC           | Ukraine                  | Ackerbau; Anbau von Mais, Weizen, Sojabohnen, Sonnenblumen, Raps, Futterpflanzen, Erbsen und Gerste | 100 %       |
| Druzhba-Nova ALLC          | Ukraine                  | Ackerbau; Anbau von Mais, Weizen, Sojabohnen, Sonnenblumen, Raps, Futterpflanzen, Erbsen und Gerste | 100 %       |
| Druzhba 6 PE               | Ukraine                  | Ackerbau; Anbau von Mais, Weizen, Sojabohnen, Sonnenblumen, Raps, Futterpflanzen, Erbsen und Gerste | 100 %       |
| AF Semerenky LLC           | Ukraine                  | Ackerbau; Anbau von Mais, Weizen, Sojabohnen, Sonnenblumen, Raps, Futterpflanzen, Erbsen und Gerste | 100 %       |
| Hovtva ALLC                | Ukraine                  | Ackerbau; Anbau von Mais, Weizen, Sojabohnen, Sonnenblumen, Raps, Futterpflanzen, Erbsen und Gerste | 100 %       |

## Aktionärsstruktur
Das ausgegebene Kapital der Gesellschaft beträgt 481,9 Mio. US-Dollar:74 und verteilt sich auf 81.941.230 Stückaktien (d. h. Aktien ohne Nennwert):80.
| Aktionär                                     | Anzahl gehaltener Aktien | Stimmrechtsanteil |
| -------------------------------------------- | ------------------------ | ----------------- |
| Andrii Verevskyi (mittelbar über Namsen LLC) | 274.857.376              | 93,67 %           |
| Cascade Investment Fund                      | 4.197.197                | 4,99 %            |
| Streubesitz                                  | 14.374.657               | 1,34 %            |

Im November 2021 erwarb der dänische Investor Henrik Lind einen Anteil von 5,02 % an der Kernel Holding.